# Enfants, c'est l'Hydragon qui passe
Enfants, c'est l'Hydragon qui passe est une bande dessinée en couleurs de Jean-Claude Forest, prépubliée dans la revue (À suivre) et parue en album en 1984, avec une postface de l'auteur, « Il y a de l'air dans le vent ».

## Résumé
Un petit garçon, Jules, passe son enfance auprès de son père architecte Henri et de sa mère Angèle. Le soir de l'anniversaire de ses dix ans, Angèle pique une crise et s'en prend au plan de la maison-oiseau de Jules et son père. Ce dernier emmène Jules voir les péniches à Conflans-Sainte-Honorine. Ils y rencontrent le vieux Ferdinand, surnommé « l'Original », qui les invite sur son bateau, la Pusta. Mais l'Original tombe malade, et pour l'aider, Henri et Jules embarquent pour un mystérieux voyage. Au cours d'un rêve, Jules a vu un animal étrange, l'« hydragon ». Pour fuir les ennemis de l'Original, ils font construire un bateau à verrière en forme d'oiseau, baptisé du nom de l'étrange animal rêvé par Jules.

## Personnages
- Jules, garçon de dix ans (bientôt onze à la fin de l'histoire)
- Henri, père de Jules, architecte
- Angèle, mère de Jules, en proie à des crises de nerfs
- L'Original, vieil homme en fauteuil roulant, se fait appeler Ferdinand, de son vrai nom Boris Dobritch, originaire de la Volkovia
- Agnès, jeune femme  qui aide l'Original, en fait la nièce de Boris
- Vakounine, mystérieux ennemi de l'Original
- Lili Tambour, fille d'Azagourian le ferrailleur

## Publication
Enfants, c'est l'Hydragon qui passe paraît en revue dans le mensuel (À SUIVRE) en 1983, à partir du no 55. Il sort en album en 1984 chez Casterman, dans la collection « studio (à suivre) ». L'album est réédité avec une nouvelle couverture dans la collection « classiques » en 2004.

## Suite
Jean-Claude Forest avait commencé une suite, intitulée La Croisière du jeudi fou, dont quelques images ont été publiées dans le numéro 11 de la revue Bulles dingues en 1989. L'histoire est restée inachevée et le début n'a jamais été édité.

### Documentation
- Dominique Warfa, « Jules l'errant », dans Stan Barets et Thierry Groensteen (dir.), L'Année de la bande dessinée 84-85, Glénat, 1984, p. 42.